# Magistralnyj (obwód irkucki)
Magistralnyj (ros. Магистральный) – osiedle typu miejskiego w Rosji, w obwodzie irkuckim, w rejonie kazaczińsko-leńskim. W 2010 liczyło 7067 mieszkańców.